# Gamesradar+
Gamesradar+ (stiliserat GamesRadar+), tidigare GamesRadar, är en underhållningswebbsida främst inriktat på datorspelsrelaterade nyheter, förhandstittar, videoklipp och guider. Sedan november 2014 har sajten också innefattat en sektion för tv, film och science-fiction, detta genom att ha med innehåll från Future's underhållningsvarumärken Total Film och SFX. Publikationen ägs och verkar i Storbritannien och USA av den globala utgivaren Future plc (inklusive Future US).